# Blechbläserquintett

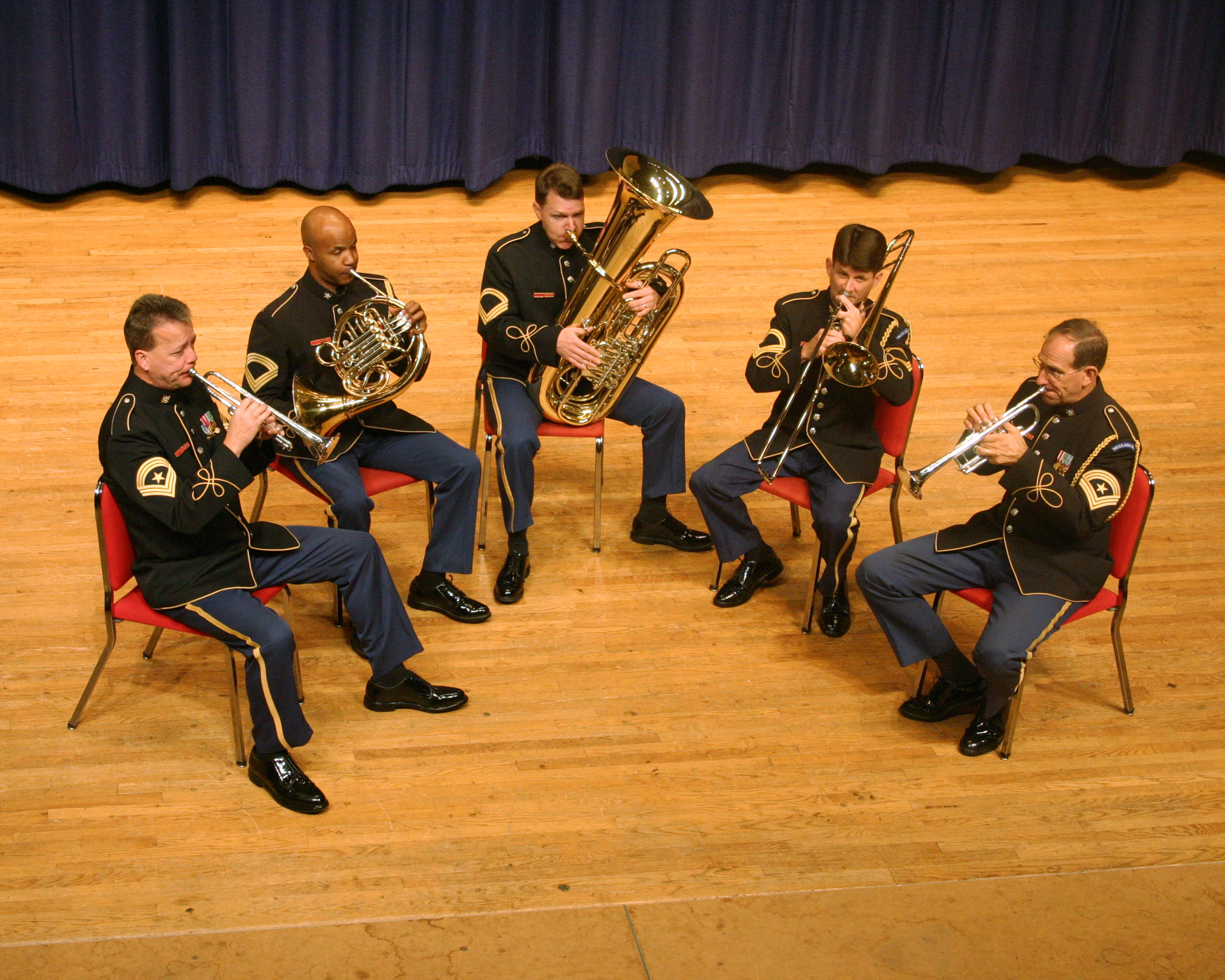
Das United States Army Brass Quintet, ein amerikanisches Blechbläserquintett

Ein Blechbläserquintett ist ein musikalisches Ensemble, das aus fünf Blechbläsern besteht. In seiner modernen Form setzt es sich aus zwei Trompeten, Horn, Posaune und Tuba zusammen. 

## Geschichte
Populär wurde das Blechbläserquintett seit etwa 1950, als Robert Nagel und Harvey Philips das „New York Brass Quintet“ gründeten. In der Folge bildeten sich vor allem in den USA Ensembles nicht nur innerhalb der Bläser-Register von Symphonieorchestern, sondern auch an Universitäten. Bekannt wurde vor allem „Canadian Brass“, ein Quintett, das die weitere Entwicklung stark prägte und zu einer Blechbläserquintett-Bewegung führte.
Die Blechbläserquintett-Bewegung fand auch in Europa Anklang und führte zur Gründung der dortigen Blechbläserquintette. Nach amerikanischem Vorbild schlossen sich nicht nur Mitglieder aus Bläser-Registern der Sinfonieorchester zusammen, auch freischaffende Musiker und in der Entwicklung des Kammermusik-Repertoires engagierte Blechbläser gaben Originalkompositionen in Auftrag. Infolgedessen wurden überwiegend Werke komponiert, die der Kunstmusik zuzuordnen sind. 
So etablierte sich das Blechbläserquintett als Formation, die regelmäßig auf Festivals und Konzertreihen der Kunstmusik vertreten ist, wie beim Schleswig-Holstein Musik Festival, dem Kissinger Sommer, den Festspielen Mecklenburg-Vorpommern oder dem Prager Frühling.

## Besetzung
Die moderne Besetzung ist aufgrund des weiten Tonumfanges, welcher vom Subkontra-C bis zur dreigestrichenen Oktave reicht, vielfältig einsetzbar. Zudem können unterschiedliche Instrumente verwendet werden. Zum Instrumentarium der Trompete gehören die Piccolotrompete, das Kornett und das Flügelhorn. Statt einer Posaune kann auch ein Euphonium verwendet werden; die Tuba kann durch eine Bassposaune ersetzt werden. So sind aufgrund der Klangvielfalt Werke unterschiedlichen Charakters komponiert worden. Einen großen Anteil an der Erweiterung des modernen Repertoires hat das 1988 in Stockholm gegründete Ensemble Stockholm Chamber Brass, das seit seiner Gründung mehr als 50 Werke uraufgeführt hat. In den USA ist das American Brass Quintet mit über 100 Auftragskompositionen ein wichtiger Bestandteil der Repertoire-Entwicklung. In Deutschland ist das in München gegründete Ensemble Harmonic Brass aktiv und hat, ähnlich wie Canadian Brass, einen eigenen Verlag, in dem es Bearbeitungen und Originalwerke herausgibt.
Zahlreiche Kompositionen wurden für Blechbläserquintett geschaffen, zudem gehören eine Fülle von Bearbeitungen unter anderem von Werken Johann Sebastian Bachs zum Repertoire der Blechbläserquintette.
Ausgehend vom Blechbläserquintett haben sich zahlreiche Blechbläser-Ensembles verschiedener Besetzungen gebildet, in denen auch Kornett, Tenorhorn oder Bariton/Euphonium eingesetzt werden.

## Blechbläserquintette
- American Brass Quintet
- Ardenti  Brass
- Axiom Brass
- Berlin Brass Quintet
- Blechbläserquintett des Deutschen Symphonie-Orchesters Berlin
- Canadian Brass
- Chicago Brass Quintet
- Empire Brass
- Ensemble Apparat[1]
- Gewandhaus Brass Quintett
- Harmonic Brass
- Klaipėda-Brass-Quintett
- New York Brass Quintet
- Philharmonic Brass Zürich – Generell5
- Salaputia Brass
- Stockholm Chamber Brass
- Synergy Brass